# Шевињи Сен Совер
Шевињи Сен Совер (фр. Chevigny-Saint-Sauveur) насеље је и општина у источном делу централне Француске у региону Бургоња, у департману Златна обала која припада префектури Дижон.
По подацима из 2011. године у општини је живело 10.200 становника, а густина насељености је износила 842,28 становника/km². Општина се простире на површини од 12,11 km². Налази се на средњој надморској висини од 212 метара (максималној 233 m, а минималној 207 m).

## Демографија
| 1962. | 1968. | 1975. | 1982. | 1990. | 1999.  | 2011.  |
| ----- | ----- | ----- | ----- | ----- | ------ | ------ |
| 491   | 1.412 | 5.647 | 7.137 | 8.223 | 10 141 | 10.200 |

График промене броја становника у току последњих година